# Aksığın, Başiskele
Aksığın là một xã thuộc huyện Başiskele, tỉnh Kocaeli, Thổ Nhĩ Kỳ. Dân số thời điểm năm 2010 là 218 người.